# 高杉光子
高杉 光子（たかすぎ みつこ、？ - 1912年（大正元年）11月29日）は、幕末から明治時代の女性。
高杉晋作の末の妹。父は高杉小忠太、母はミチ。名前はミツ、光とも。
10代で同年代の長州藩士・大西機一郎に嫁ぐ。激動の時勢の中、兄の晋作が廃嫡された事から、父の小忠太は高杉家の取り潰しを避けるため、慶応元年1月21日、村上常祐の3男・半七郎を養子に迎え高杉春棋とし、光を離縁させ春棋と結婚させて高杉家の家督を継がせた。
仲睦まじかった妻を奪われた大西は、生活が荒れ財産を食い潰し、維新後に消息を絶っている。